# 挿入損失
挿入損失 (英: insertion loss) は、2端子対回路網で構成される高周波回路において、1つの端子からもう1つの端子に伝播する電力の損失をdB (デシベル)で表したもの。
端子1から入力する電力の平方根を {\displaystyle a_{1}}、端子2から入力する電力の平方根を {\displaystyle a_{2}=0}、
端子2から出力される電力の平方根を {\displaystyle b_{2}} とすると、端子1から端子2に対する挿入損失  {\displaystyle IL} は、
{\displaystyle IL=-20\log _{10}\left|{\frac {b_{2}}{a_{1}}}\right|_{a_{2}=0}}
となる。
端子1から端子2に対して電力が全て伝播する場合、挿入損失は
{\displaystyle IL=-20\log _{10}\left|{\frac {b_{2}}{a_{1}}}\right|=-20\log _{10}1=0} [dB]
となる。

## Sパラメータとの関係
Sパラメータで表現した場合、挿入損失は
{\displaystyle IL=-20\log _{10}\left|S_{21}\right|} [dB]
と表される。
一方、反射による損失を含めず、入出力端子間で発生する損失を表す場合には
{\displaystyle IL=-10\log _{10}{\frac {\left|S_{21}\right|^{2}}{1-\left|S_{11}\right|^{2}}}\,} [dB]
となり、これが挿入損失と表されることも多い。
しかし、定義上は反射損失も含めたものが挿入損失であるとされている。: 
また、損失の大きさを表す意味で、これらの符号が正と定義されることもある。